# Paraleptomys rufilatus
Paraleptomys rufilatus  (Osgood, 1945) è un roditore della famiglia dei Muridi endemico della Nuova Guinea.

## Descrizione

### Dimensioni
Roditore di piccole dimensioni, con la lunghezza della testa e del corpo tra 118 e 135 mm, la lunghezza della coda tra 127 e 146 mm, la lunghezza del piede tra 30 e 35 mm, la lunghezza delle orecchie tra 17,4 e 20 mm e un peso fino a 58 g.

### Aspetto
Il colore delle parti superiori è marrone con dei riflessi rossicci sui fianchi, mentre le parti ventrali, il mento e la gola sono bianche. Le zampe anteriori sono bruno-grigiastre, le dita sono bianche. Gli arti posteriori sono rossicci, mentre i piedi sono bianchi e allargati. La coda è più lunga della testa e del corpo, brunastra sopra e più chiara sotto.

## Biologia

### Comportamento
È una specie terricola.

### Riproduzione
Due esemplari giovani sono stati catturati nei mesi di marzo e giugno.

## Distribuzione e habitat
Questa specie è diffusa sulle montagne dei Ciclopi, le montagne della Principessa Alexandra e a Bewani, nella cordigliera centrale della Nuova Guinea
Vive nelle foreste tropicali montane sia muschiose che non muschiose tra 1.200 e 1.700 metri di altitudine.

## Conservazione
La IUCN Red List, considerato l'areale ristretto e il continuo declino nella qualità del proprio habitat, classifica P.rufilatus come specie in pericolo (EN).